# セルゲイ・イワノフ (自転車選手)
セルゲイ・ヴァレリエヴィッチ・イワノフ（ロシア語: Сергей Валерьевич Иванов, ラテン文字転写: Sergei Valeryevich Ivanov 1975年3月5日 - ）は、ロシア、チェリャビンスク出身の自転車競技（ロードレース）選手。

## 経歴
1995年、ヴェルタ.ナバラ　総合優勝。
1996年にプロ転向。
1998年、国内選手権・個人ロードレース優勝。
1999年、国内選手権・個人ロード2連覇。
2000年、E3プライス・フラーンデレン優勝。国内選手権・個人ロード3連覇。
2001年、ツール・ド・フランス第9ステージを勝利。
2005年、国内選手権・個人ロード優勝。
2008年、ツール・ド・ワロニー総合優勝。
2009年、アムステルゴールドレースでは、カルステン・クローン、ロベルト・ヘーシンクの地元オランダ勢を制して優勝。ツール・ド・フランス第14ステージでは、十数名程度の集団から抜け出し制覇。